# 장승중학교
장승중학교(長丞中學校)는 대한민국 서울특별시 동작구 상도동에 있는 공립 중학교이다.

## 학교 연혁
- 1984년 12월 8일 : 장승중학교 설립인가
- 1985년 3월 1일 : 초대 박안섭 교장 취임
- 1985년 4월 24일 : 개교식
- 1988년 1월 12일 : 제1회 졸업식(남 320명, 여 309명 총 629명)
- 2007년 4월 1일 : 서울특별시동작교육청 지정 학교혁신 선도학교 운영
- 2020년 9월 1일 : 제11대 한승수 교장 취임
- 2023년 1월 6일 : 제36회 졸업식(남 94명, 여 126명 계 220명, 총 11,663명)
- 2023년 3월 2일 : 제39회 입학식 (남 99명, 여 116명 총 215명)

## 참고 자료
- 장승중학교 - 한국교육학술정보원 학교알리미